# مارك فاولر (مصارع رياضي)
مارك فاولر (بالإنجليزية: Mark Albert Fuller) هو مصارع رياضي أمريكي، ولد في 25 مارس 1961 في روزفيل في الولايات المتحدة.

## وصلات خارجية
- مارك فاولر على موقع قاعدة بيانات المصارعة الدولية (الإنجليزية)
- مارك فاولر على موقع أوليمبيديا (الإنجليزية)